# Šijanec
Šijanec – wieś w Chorwacji, w żupanii varażdińskiej, w gminie Vidovec. W 2011 roku liczyła 213 mieszkańców.